# 박민정 (바이올리니스트)
박민정은 대한민국의 바이올린 연주자이다.

## 학력 및 사사
- 선화예술고등학교
- 서울대학교 음악 대학 기악과 수석입학 (2학년 재학 중 도미)
- 줄리아드 학교
- 세계적인 바이올리니스트 야샤 하이페츠를 사사하였으며, 줄리어드 음대 장학생으로 입학하여 도로시 딜레이를 사사했다.

## 수상 경력
- 1973 서울교육대학 콩쿠르 1등
- 1975 이화경향음악콩쿠르 2등
- 1977 육영 콩쿠르 대상
- 1979 음악협회 이사장상
- 1986 줄리어드 음대 주최 Stravinsky콩쿠르 2등
- 뉴욕 아티스트 콩쿨에서 입상

## 음악활동
- 1978년 서울 청소년 교향악단과 생상 바이올린 협주곡 협연
- 1981년 서울대 음대 오케스트라, KBS 방송 교향악단과 협연
- 1982년 도미하여 야샤 하이페츠 Master Class 장학생으로 수료
- 1983년 줄리어드 음대 장학생으로 입학. The High Desert 심포니 오케스트라와 Lalo symphonie espagnole 협연
- 1985년 	Aspen 음악제 전장학금으로 참가
- 1987년 줄리어드 음대 장학생으로 졸업하고 리틀엔젤스 예술회관서 임시귀국 독주회. 링컨 센터에서 Focus Festival, Forenza 현악 4중주의 제1바이올린 주자로 연주. New Jersey 데뷰 리사이틀
- 1988년 	Kin Haven Music Festival서 연주
- 1989년 	일본 도쿄에서 공연 (Mozart Hall)
- 1990년 	로스엔젤레스, Celebrity Center에서 공연
- 1992년 	카네기 리사이틀 홀에서 공연, L.A., Loyola Hall에서 연주
- 1994년 	L.A. Raitt Hall에서 연주, N.Y. Merkin Hall에서도 연주
- 1995년 	L.A. Music Hall에서 연주, L.A. 캘리포니아 주립대학 교수로 취임. 예술의 전당에서 선화예고 동문 오케스트라와 Conus violin concerto 한국 초연
- 1996년 	대만의 타이페이, 타이난 등 도시순회공연 및 TV출연
- 1997년 	PLAY HOUSE서 Cal. State 오케스트라와 바하 더블 Concerto 협연, LA, Lebanon Hall서 공연. 캘리포니아주 PLAY HOUSE서 캘리포니아 주립대 오케스트라와 멘델스죤 concerto 협연
- 1998년 	플로리다 Sand Castle서 Chick Corea와 연주, N.Y. 카네기 Weill Hall서 연주
- 1999년 	Sonoma시 데뷰 리사이틀, L.A. Celebrity Center Garden Pavillion Hall서 연주
- 2000년 	CD "Beyond the Boundaries"출시, 캘리포니아 Encino 초청연주, LA Gallery에서 또한 초청공연
- 2001년 	미네소타주 미네아폴리스시 초청연주, 중국 라디오 방송에 특별 출연
- 2002년 	플로리다 Clear Water 초청공연, 금호아트홀에서도 금요 초청연주회. Luckman Auditorium서 L.A. symphonic amerta와 시벨리우스 concerto 협연 .Cal. Brentwood시 초청연주
- 2003년 	6월, 예술의 전당 리사이트홀 초청연주회, 8월 금호아트홀 공연
- 현재 국내에서 후진양성과 활발한 연주활동을 하고있다

## 언론에서의 평가
- "Min 은 완벽한 테크닉, 버터와 같은 부드러운 소리, 자연스러운 곡 해석,강한 표현력과 다양한 매력을 발산 시키는 타고난 연주가 이다" Edith Eisler - Stings magazine
- "Min 은 우아하고 기품 있는 바이올리니스트이다. 유연한 콘트롤의 활 주법과 대담한 음악 해석, 그러나 무엇보다 크라이슬러와 오이스트라흐를 연상시키는 온화하면서도 세련된 그녀의 감미로운 소리는 정말 일품이 아닐 수 없다" Harris Goldsmith -New York Concert Review

## 교수 활동
- 캘리포니아 주립대 교수 역임

## 앨범 소개

### Min의 “Beyond the Boundaries”[1]
- 1. Hexapoda: Five Studies in Jitteroptera (Robert Russell Bennett) / Jim Jives
- 2. Jane Shakes Her Hair
- 3. Gut Bucket Gus
- 4. Till Dawn Sunday
- 5. Canzonetta (Alfredo d'Ambrosio)
- 6. Perpetual Motion (Maurice Ravel)
- 7. Madrigale (Achille Simonetti)
- 8. Polonaise Brilliante No.2 in A, Op.21 (Henri Wieniawski)
- 9. Cavatina (J.Joachim Raff)
- 10. Daisies (Sergei Rachmaninoff) (Heifetz)
- 11. Tango (Poldowski) 	02:53
- 12. Melodie from the opera Orfeo ed Euridice (Christoph Gluck) (Kreisler)
- 13. The Lark (Mario Castelnuovo -Tedesco)
- 14. Meditation from the opera Thais (Jules Massenet)
- 15. Final- Love Shines from Silfo & Ondina Series (Astor Piazzolla)

### 앨범 크레딧
- Min, violin (J.B. Guadagnini. Mlian c.1750 "ex Birkby")
- John Blacklow, piano (A Steinway Artist)
- Yuki Mori, producer
- Mark Willsher, engineer
- Mastered by Patricia Sullivan Fourstar at Bernie Grundman Mastering,
- Recorded at Herbert Zipper Hall, Los Angeles / Skywalker Sound, Marin Country, CA (tracks 5,6,7,8) / Cello Studios, Hollywood, CA (tracks 15)
- Creative / Art Direction: Marion Redmond, Hollywood, CA
- Program Notes: Carol Craig Woodruff & Lynne Wever
- Photography: www.davidmccullough.com
- Hair & Makeup: Cristina Fabiani
- Creative Consultants: Michael Mendelsohn, Zynovy Goro

## 사용하는 악기
과다기니 J.B. Guadagnini. Milan c.1750 "ex Birkby

## 관련 기사 및 데이터베이스
- 박민정 개인홈페이지
- 플레이디비
- 박민정과 유키모리의 Happy Christmas [깨진 링크(과거 내용 찾기)]
- 주스음악사이트 [깨진 링크(과거 내용 찾기)]
- 바이올리니스트 박민정의 The Story Of Music-From Mystery To Comedy [깨진 링크(과거 내용 찾기)]
- 청소년을 위한 해설이 있는 음악회
- 어린이를 위한 클래식(금호아트홀)  보관됨 2014-07-14 - 웨이백 머신
- 크리스마스 액츄얼리 Christmas Actually
- "바이올리니스트 박민정의 Song & Dance"
- 독일 아마존닷컴
- 매니아디비닷컴 [깨진 링크(과거 내용 찾기)]